# Słomkowo (województwo wielkopolskie)
Słomkowo – wieś w Polsce położona w województwie wielkopolskim, w powiecie konińskim, w gminie Wierzbinek. Częściami integralnymi wsi są: Biele, Dobra Wola i Straszewo. 
W roku 2011 miejscowość liczyła 185 mieszkańców, w tym 84 kobiety i 101 mężczyzn.

## Historia
Oskar Kolberg wymienia nazwę miejscowości Słomkowo na 307 stronie swej książki "Lud: jego zwyczaje, sposób życia mowa, podania i przysłowia", która została wydana w 1867 roku.
W drugiej połowie XIX w. wieś należała do powiatu nieszawskiego, gminy Ruszkowo, parafii Sadlno. Miała 100 mieszkańców. W 1827 znajdowało się w niej 12 domów i 86 mieszkańców. W 1885 roku folwark Słomkowo zajmował powierzchnię 512 mórg, w tym: 419 mórg gruntów ornych, 59 mórg łąk, 20 mórg pastwisk, 5 mórg lasu i 9 mórg nieużytków. We wsi znajdowało się 13 domów murowanych i 1 drewniany. Według regencji powiatu nieszawskiego z połowy XVII w. we wsi mieszkała "częściowa szlachta nie mająca kmieci"; Kobielnicki miał 1 łan, Ziemięcki pół łanu, Sosnowski ćwierć łanu.
W latach 1975–1998 miejscowość położona była w województwie konińskim.
W okolicach wsi występują gleby należące do kompleksu żytniego bardzo dobrego.